# Labichthys yanoi
Labichthys yanoi is een straalvinnige vissensoort uit de familie van langbekalen (Nemichthyidae). De wetenschappelijke naam van de soort is voor het eerst geldig gepubliceerd in 1966 door Mead & Rubinoff.